# Plaque d'immatriculation canadienne
La plaque d'immatriculation canadienne diffère selon la province ou le territoire du Canada qui l'émet. Chaque plaque d'immatriculation comporte le nom de la province ou du territoire émetteur, une série de chiffres et de lettres et un design propre. Le gouvernement fédéral a également des plaques d'immatriculation pour les véhicules fédéraux comme les Forces armées canadiennes.
Ce design (incluant les dimensions) est caractéristique des plaques nord-américaines et est renouvelé régulièrement, tous les 5 à 10 ans en général. Seuls les Territoires du Nord-Ouest émettent une plaque de dimension différente. 
Les provinces et territoires canadiens n'exigent que la présence d'une seule plaque sur le véhicule immatriculé, soit à l'arrière. Seuls l'Ontario, le Manitoba et la Colombie-Britannique exigent deux plaques, dont une à l'avant du véhicule. 
Le tableau ci-dessous présente les derniers modèles de plaques en circulation.
| Province/Territoire                 | Plaque                    | Description |
| ----------------------------------- | ------------------------- | --- |
| Canada (Forces armées canadiennes)  |                           | CANADA 5 chiffres Sur une plaque blanche |
| Alberta                             |                           | Alberta + rose 3 lettres - 4 chiffres (anciennement 3) Wild Rose Country                                                                                           |
| Colombie-Britannique                |                           | Beautiful British Columbia 3 chiffres + drapeau de la province + 3 lettres                                                                                         |
| Île-du-Prince-Édouard               |                           | Birthplace of Confederation ou Confederation Bridge 2 lettres + Prince Edward Island + 3 chiffres Drapeau du Canada                                                |
| Manitoba                            |                           | Friendly Manitoba + bison + un Bienvenue en français optionnel. 3 lettres - 3 chiffres                                                                             |
| Nouveau-Brunswick                   |                           | New + bateau + Nouveau Brunswick Canada 3 lettres - 3 chiffres |
| Nouvelle-Écosse                     | Nova Scotia license plate | Nova Scotia 3 lettres - Bluenose - 3 chiffres Canada's Ocean Playground                                                                                            |
| Ontario (Plaques d'immatriculation) |                           | Ontario 4 lettres + couronne ou drapeau franco-ontarien + 3 chiffres Yours to Discover ou Tant À Découvrir Depuis février 2020 : A place to grow ou En plein essor |
| Québec                              |                           | Fleur de lys blanche sur fond bleu + Québec 3 lettres + 3 chiffres (et l'inverse), 1 lettre, 2 chiffres + 3 lettres Je me souviens                                 |
| Saskatchewan                        |                           | Saskatchewan 3 chiffres + épis de blé + 3 lettres Land of Living Skies                                                                                             |
| Terre-Neuve-et-Labrador             |                           | Newfoundland & Labrador 3 lettres - 3 chiffres Drapeau de la province                                                                                              |
| Nunavut                             |                           | 4 chiffres Nunavut (en syllabaire inuktitut puis en alphabet latin)                                                                                                |
| Territoires du Nord-Ouest           |                           | (Plaque en forme d'ours polaire) Explore Canada's arctic 5 chiffres "Northwest territories"                                                                        |
| Yukon                               |                           | The Klondike un chercheur d'or + 3 lettres et 2 chiffres Yukon |